# Чернечий Яр
Черне́чий Яр (укр. Черне́чий Яр) — село, Великобудищанский сельский совет, Диканьский район, Полтавская область, Украина.
Код КОАТУУ — 5321081705. Население по переписи 2001 года составляло 421 человек.

## Географическое положение
Село Чернечий Яр находится в 1 км от правого берега реки Ворскла, примыкает к селу Великие Будища. Рядом проходит автомобильная дорога Н-12.

## История
- Село известно с XVII века.

## Экономика
- ООО «УкрОлия».

## Объекты социальной сферы
- Дом культуры.

## Известные люди
- Даценко Иван Иванович (1918—1944?) — Герой Советского Союза, родился в селе Чернечий Яр.

## Интересные факты
В селе в 1964 году снималась двухсерийная киноэпопея «Они шли на Восток» режиссёра Джузеппе Де Сантиса (СССР-Италия) и в 1970 году итальяно-франко-советский фильм режиссёра Витторио Де Сика «Подсолнухи» с Софи Лорен и Марчелло Мастроянни в главных ролях.